# مراح معلا
مراح معلا قرية فلسطينية تقع جنوب مدينة بيت لحم وتبعد عنها 7 كم، يحدها من الشرق بلدة تقوع ومن الغرب جورة الشمعة ومن الشمال بلدة المعصرة ومن الجنوب أم سلمونة وترتفع القرية 893 متر عن سطح البحر وبلغ عدد سكانها 685 في عام 2007.

## نبذة تاريخية
كلمة مراح معلا نسبة إلى الأرض الواسعة والمريحة والعالية. ويعود تاريخ تأسيس القرية إلى عام 1910 م، كما ويعود أصل سكان القرية إلى بلدة بيت فجار.

## الأماكن الدينية والأثرية
يوجد في قرية مراح معلا مسجد واحد، وهو مسجد مراح معلا. أما بالنسبة للأماكن الأثرية في القرية فلا يوجد
في القرية لغاية الآن أية مواقع أثرية مكتشفة.

## قطاع المؤسسات والخدمات
يوجد في قرية مراح معلا شعبة بريد، بالإضافة إلى عدد قليل من المؤسسات المحلية والجمعيات التي تقدم خدماتها لمختلف فئات المجتمع، وفي عدة مجالات ثقافية ورياضية وغيرها، ومنها: (مجلس قروي مراح معلا،2010)
• مجلس قروي مراحح معلا: تأسس عام 1995 ،من قبل وزارة الحكم المحلي، بهدف الاهتمام بقضايا
القرية، وتقديم الخدمات إلى سكانها.
• نادي مراح معلا: تأسس عام 1985 ،من قبل لجنة محلية، ويهتم بالنشاطات الرياضية في القرية.
• الجمعية التعاونية الزراعية: تأسست عام 2009 ،من قبل مؤسسة رؤية عالمية، لدعم المزارعين،
والتنمية الزراعية.

## أثر إجراءات الاحتلال الإسرائيلي
وحسب اتفاقية أوسلو المؤقتة الموقعة في شهر أيلول من عام 1995 ،بين السلطة الوطنية الفلسطينية وإسرائيل،
تم تصنيف 41 دونما (5 % من المساحة الكلية للقرية) كمنطقة (ب) (وهي المناطق التابعة إداريا لسيطرة السلطة
الفلسطينية الكاملة، أما النواحي الأمنية فهي تحت السيطرة الإسرائيلية الكاملة)، بينما تم تصنيف الجزء المتبقي من القرية 780 دونما (95% من المساحة الكلية للقرية) كمنطقة (ج) (وهي المنطقة التي تقع تحت السيطرة الإسرائيلية الكاملة). ومن الجدير بالذكر أن معظم الأراضي الواقعة في منطقة (ج) هي الأراضي الزراعية والمناطق المفتوحة.